# With the Old Breed
With the Old Breed: At Peleliu and Okinawa è un libro di memorie della seconda guerra mondiale, scritto da Eugene Sledge, un marine degli Stati Uniti.
Fin dalla sua prima pubblicazione nel 1981 è stato riconosciuto come uno dei migliori resoconti di prima mano di combattimenti nel Pacifico durante la seconda guerra mondiale. Il libro si basa su appunti che Sledge prese su una Bibbia tascabile che si portava durante le battaglie.